# Alf (skała)

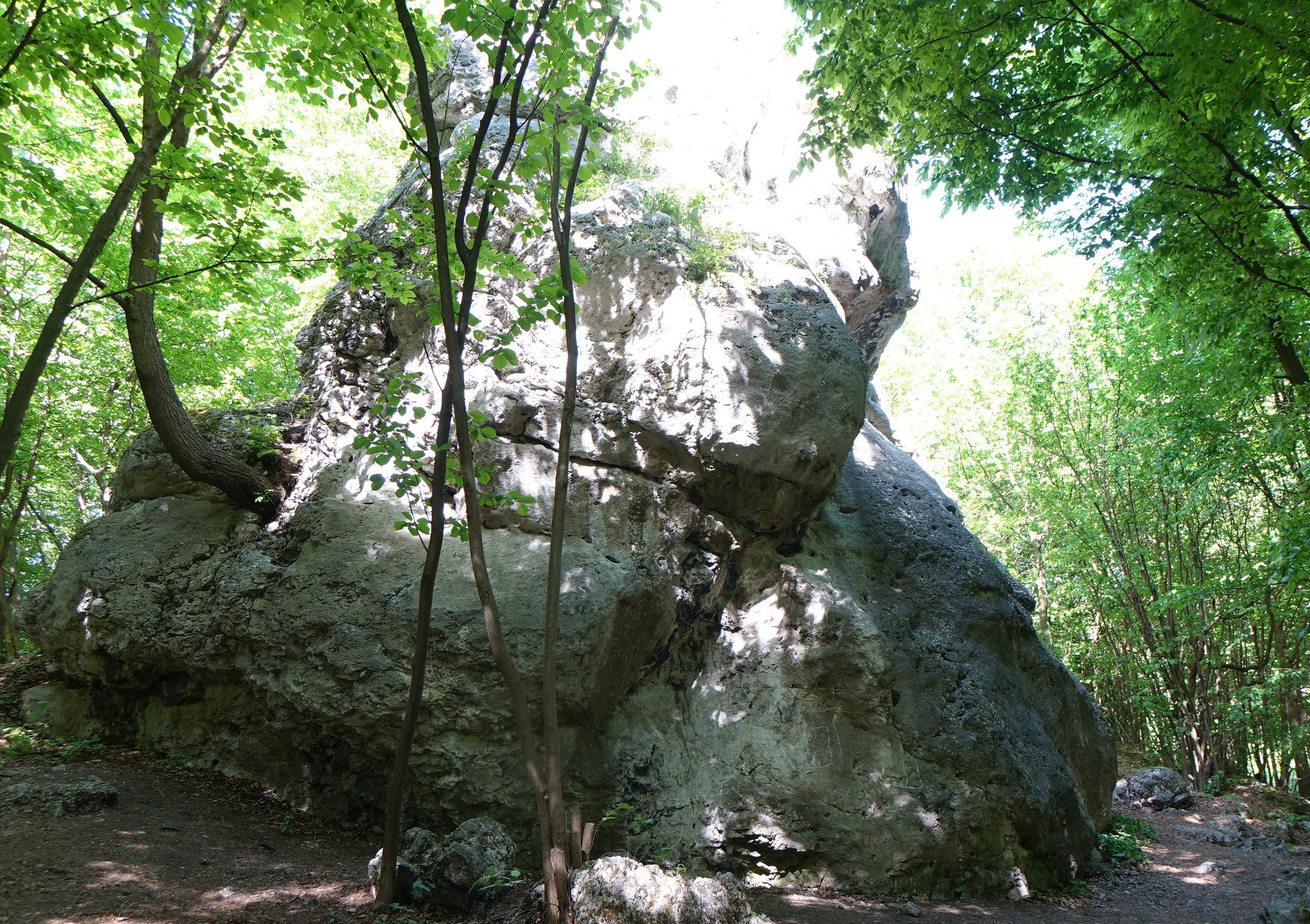

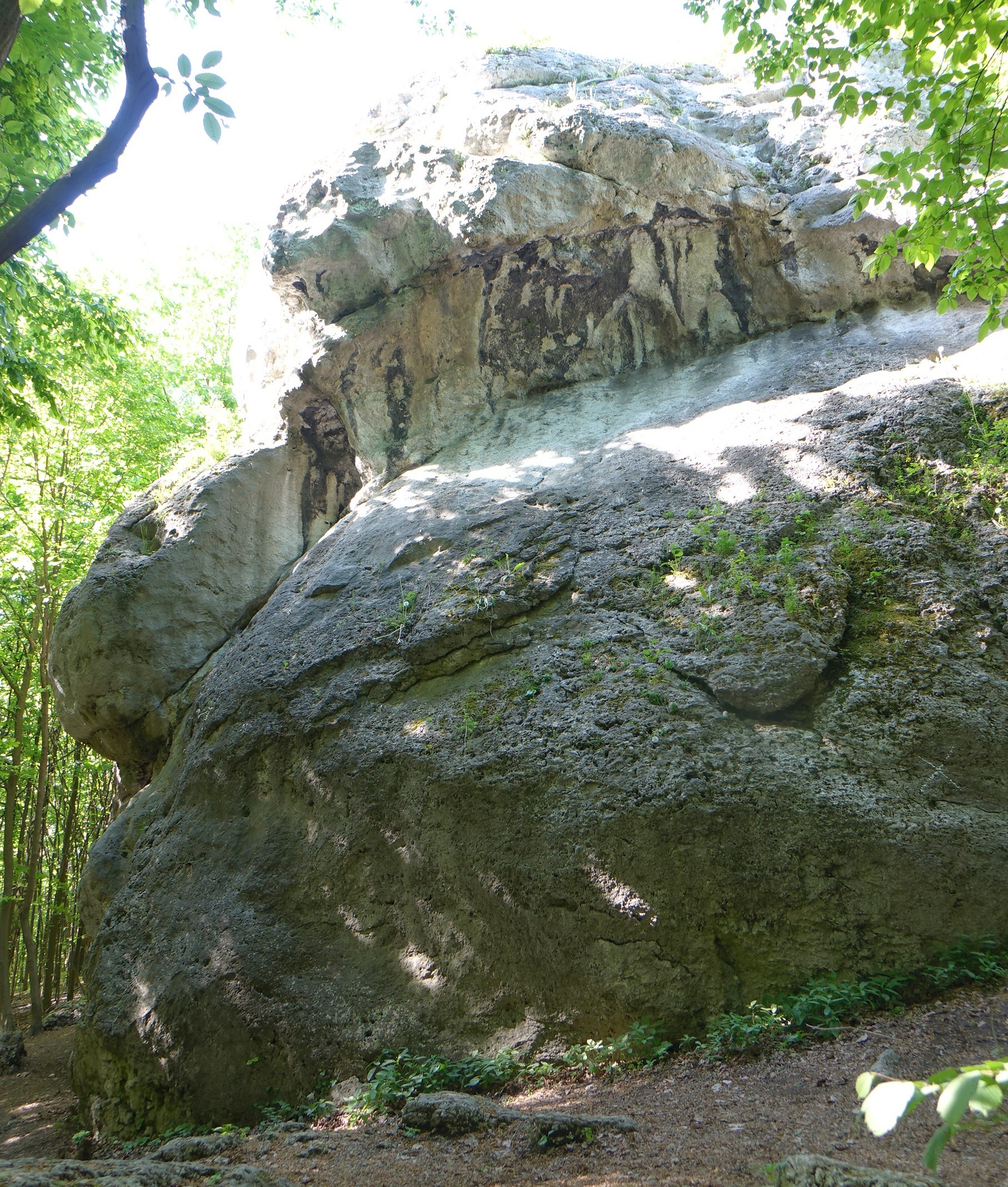

Alf – skała we wsi Suliszowice w województwie śląskim, w powiecie myszkowskim, w gminie Żarki. Znajduje się na Wyżynie Częstochowskiej w obrębie Wyżyny Krakowsko-Częstochowskiej.
Alf znajduje się w lesie, w odległości 35 m na zachód od przecinki linii energetycznej wysokiego napięcia i w odległości około 830 m na wschód od skrzyżowania dróg za ostatnimi po północnej stronie wsi domami Suliszowic. Na mapie Geoportalu jest podpisany jako Skała Płaska, ale napis znajduje się nieprawidłowo w sporej odległości na zachód od skały. Wspinacze skalni używają nazwy Alf. Przy przecince tej samej linii energetycznej na południe od Alfa znajdują się jeszcze skały Muminek i Skała pod Prądem.
Pierwsze drogi na Alfie wspinacze skalni poprowadzili w 2019 roku. Skała jest dobrze przygotowana do wspinaczki, jest oczyszczona i na wszystkich jej drogach wspinaczkowych zamontowano stałe punkty asekuracyjne: ringi (r) i stanowiska zjazdowe (st). Jest 12 dróg o trudności od IV do VI.3 w skali Kurtyki oraz jeden projekt.

## Drogi wspinaczkowe
1. Pustka w Wolarzu; IV, 4r + st
2. Zrzutka; IV+, 4r + st
3. Mietła Alfa; V+, 4r + st
4. Kosmita; VI+, 4r + st
5. Poskromić Alfa; VI.2/2+, 5r + st
6. Jurajska farma; V+, 5r + st
7. Hugo; VI.2+, 5r + st
8. Projekt Melmac
9. Ludzie korpo; VI.3, 6r + st
10. Alf na emeryturze; VI+, 6r + st
11. Pierwsza ekiperska; V+, 5r + st
12. Droga emerytów; V, 5r + st
13. Dla dziadków; IV, 5r + st[1].